# NGC 6744A
NGC 6744A је галаксија у сазвежђу Паун која се налази на NGC листи објеката дубоког неба.
Деклинација објекта је - 63° 43' 48" а ректасцензија 19h 8m 43,7s. Привидна величина (магнитуда) објекта NGC 6744 износи 14,5 а фотографска магнитуда 15,1. NGC 6744A је још познат и под ознакама ESO 104-38, PGC 62815.